# Tvärbandat gulvingsfly
Tvärbandat gulvingsfly, Atethmia centrago, är en fjärilsart som beskrevs av Adrian Hardy Haworth 1809. Tvärbandat gulvingsfly ingår i släktet Atethmia och familjen nattflyn, Noctuidae. Arten noterades första gången i Sverige 2011 och har sedan des spridit sig och förekommer från Skåne till Bohuslän och öster ut till Gotland. Arten är ännu inte funnen i Finland. En underart finns listad i Catalogue of Life, Atethmia centrago borjomensis Romanoff, 1885

## Bildgalleri

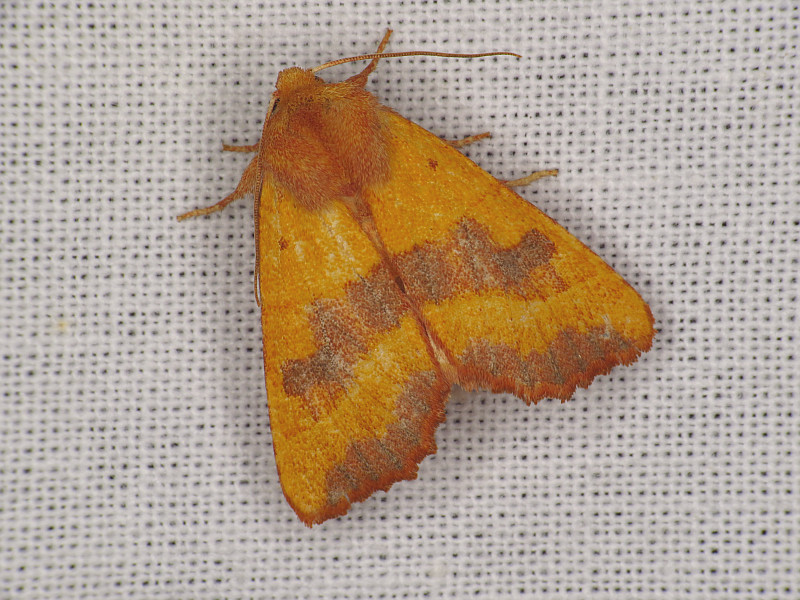
Imago fjäril
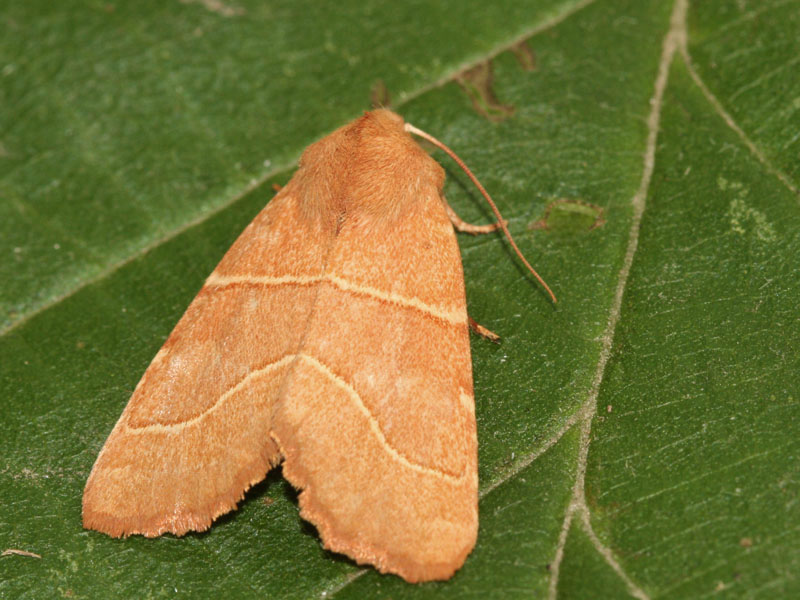
Imago fjäril
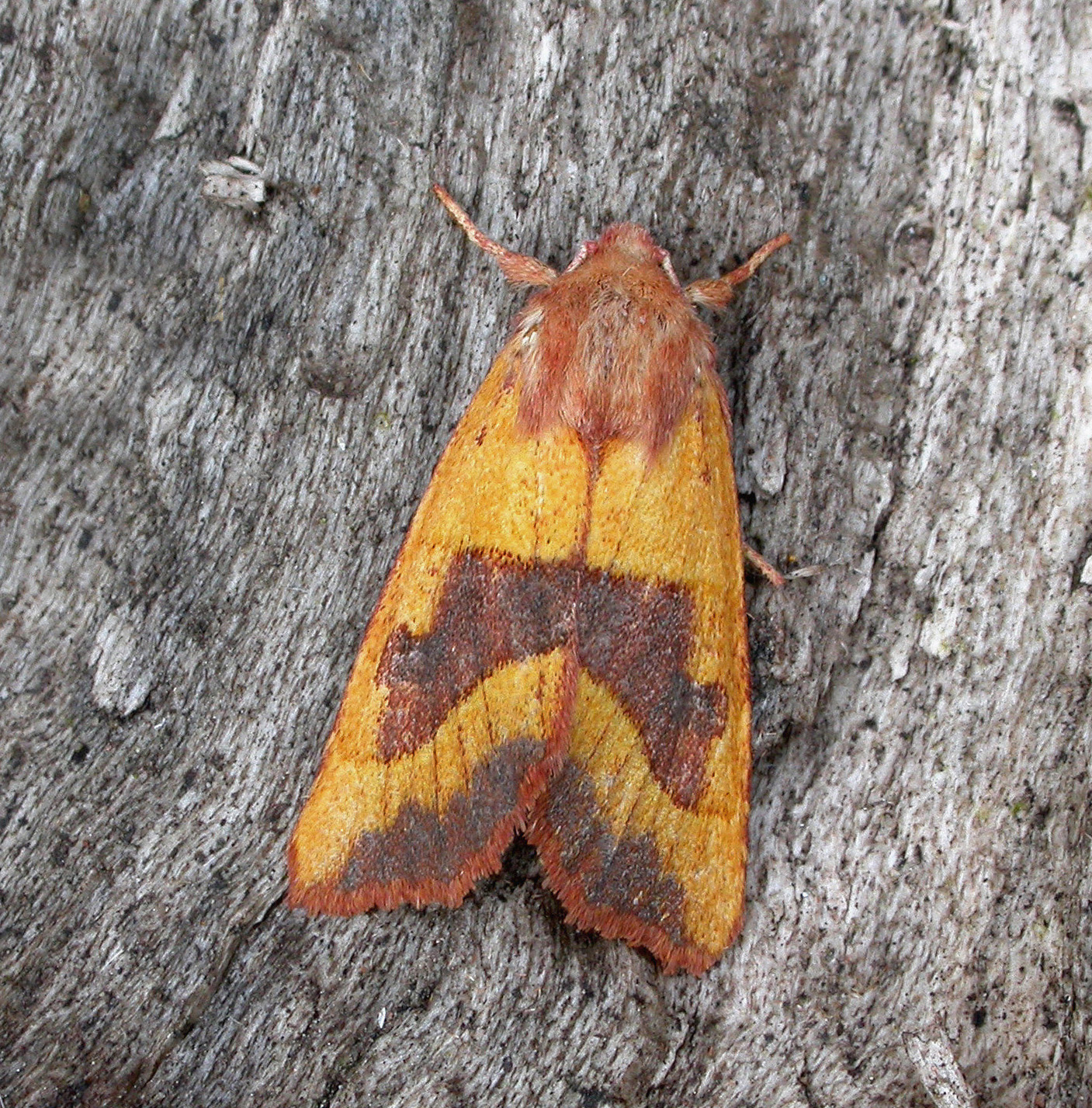
Imago fjäril